# 阿蘭·莫羅漢
阿蘭·莫羅漢（Alan Mollohan；1943年5月14日—）是美國的一位政治人物。在1983年至2011年期間，他是西維吉尼亞州第1選舉區選出的美國眾議院議員。他的黨籍是民主黨，並且是民主黨內保守派「藍狗」的成員。他在2010年未能在民主黨初選中當選。